# Кімура Саеко
Кімура Саеко (28 січня 1963) — японська синхронна плавчиня.
Призерка Олімпійських Ігор 1984 року.